# 空気予熱器
空気予熱器（くうきよねつき）とは、燃焼機器において、燃焼用空気を余熱する熱交換器である。

## 概要
空気予熱器には、熱源として蒸気を用いるものと排ガスを用いるものとがある。蒸気式空気予熱器をガス式予熱器の低温腐食防止のために、その上流に設置する場合がある。それぞれを単独で設置することもある。

## 利点
- 熱効率が向上する。
- 燃焼が安定する（理論空気量に近い空気量が可能となる）。
- 燃焼室内温度が上昇する（伝熱部の温度が上昇し熱吸収が多くなる）。
- 低品位燃料（水分が多い）の燃焼に有効である。

## 分類
排ガス式空気予熱器には次のものがある。
- 熱交換式 : 排ガスの熱を伝熱面で隔てられた給気側へ伝えるもの
- 再生式 : 排ガスで加熱された蓄熱材が給気側へ移動して予熱するもの